# Sicle

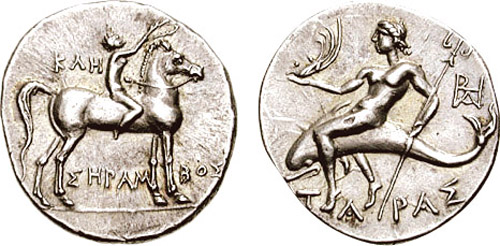
Mig sicle d'argent de la colònia grega de Taras, durant l'ocupació púnica. El sistema monetari púnic estava basat en el sicle.

El sicle (de l'hebreu שקל, sheqel, a través del llatí siclus, en grec antic σίγλος o σίκλος) era una antiga unitat per mesurar els pesos usada a l'Orient Mitjà (Palestina) i a Mesopotàmia (Assíria i Babilònia), que corresponia al dàric persa.
Normalment fa referència a una antiga unitat de pes jueva. El mot derivava de la paraula hebrea que significava 'pesar'. El valor va variar notablement segons el temps i els diversos llocs en què estigué en vigor: la unitat mesopotàmica equivalia a 8,33 grams, i es dividia en 2 zuzu (mig sicle cadascun), o 8 bitqu, o 12 mahat, o 24 giru, o 40 halluru, o 180 uttetu. El sicle palestí tenia 11,5 g.
Amb el mateix nom es coneixen les monedes, d'argent o d'or, que tenien un pes d'un sicle. Tant els fenicis com els hebreus en van batre.
El pes del sicle jueu podia variar entre els 10 i els 13 grams. Un sicle valia 20 guerot i vint sicles formaven una mina.
Es creu que les «30 monedes de plata» de Judes eren sicles de Tir.
Juli Pòl·lux deia que un sicle tenia el mateix valor monetari que una tercera part d'una dracma àtica i pesava l'equivalent a 14'9 grams. Quan el dracma era una moneda estesa per tots els territoris antics, alguna pobles consideraven que un sicle era equivalent a una tetradracma, altres a una didracma i fins i tot alguns li donaven el valor d'una dracma.
Modernament s'ha reprès el mot hebreu sheqel per anomenar la nova moneda de l'Estat d'Israel.